# Хоккейные игры Carlson
Хоккейные игры Carlson (чеш. Carlson Hockey Games) — ежегодный хоккейный турнир, который проводится в Чехии.
Турнир образован в 1994 году и назывался Кубок Прагобанка до появления нового спонсора в 1998 году, когда соревнование стало называться Кубок Ческе Пойиштёвны. С сезона 1997/1998 турнир проводится в рамках Еврохоккейтура. При этом национальная команда Словакии по хоккею была заменена на сборную Финляндии. В разные годы турнир проводился в различных чешских городах: Злине, Пардубице, Либереце, Карловых Варах, Брно, при этом отдельные игры были сыграны в различных европейских городах.
7 февраля 2009 года турнир поменял своё название. До нахождения нового спонсора этап назывался Чешские хоккейные игры. 16 февраля 2012 года турнир получил название Хоккейные игры Kajotbet. В 2014—2016 годах турнир не проводился. Был восстановлен с сезона 2016/2017 под названием Хоккейные игры Carlson в честь марки автомобильных масел, производящихся компанией Filson.

## Победители Кубка

### Хоккейные игры Carlson
| Год  | Первое место | Второе место | Третье место | Место проведения          |
| ---- | ------------ | ------------ | ------------ | ------------------------- |
| 2024 | Финляндия    | Швеция       | Швейцария    | Брно, Клотен              |
| 2023 | Швейцария    | Швеция       | Чехия        | Брно, Гетеборг            |
| 2022 | Чехия        | Швеция       | Финляндия    | Острава, Вена             |
| 2021 | Чехия        | Швеция       | Финляндия    | Прага                     |
| 2019 | Швеция       | Финляндия    | Россия       | Брно, Стокгольм           |
| 2018 | Чехия        | Финляндия    | Швеция       | Пардубице                 |
| 2017 | Чехия        | Финляндия    | Россия       | Ческе-Будеёвице Стокгольм |

### Хоккейные игры Kajotbet
| Год           | Первое место | Второе место | Третье место | Место проведения          |
| ------------- | ------------ | ------------ | ------------ | ------------------------- |
| 2013 (август) | Финляндия    | Россия       | Швеция       | Пардубице Санкт-Петербург |
| 2013 (апрель) | Швеция       | Россия       | Чехия        | Брно Йёнчёпинг            |
| 2012          | Финляндия    | Чехия        | Россия       | Брно Санкт-Петербург      |

### Чешские хоккейные игры
| Год             | Первое место | Второе место | Третье место | Место проведения      |
| --------------- | ------------ | ------------ | ------------ | --------------------- |
| 2011            | Чехия        | Россия       | Финляндия    | Брно Мальмё           |
| 2009 (сентябрь) | Чехия        | Россия       | Финляндия    | Карловы Вары Подольск |
| 2009 (апрель)   | Россия       | Чехия        | Финляндия    | Либерец Тампере       |

### Кубок Ческе Пойиштёвны
| Год  | Первое место                             | Второе место                             | Третье место                             | Место проведения                         |
| ---- | ---------------------------------------- | ---------------------------------------- | ---------------------------------------- | ---------------------------------------- |
| 2008 | Россия                                   | Чехия                                    | Финляндия                                | Либерец Москва                           |
| 2007 | Не проводился                            | Не проводился                            | Не проводился                            | Не проводился                            |
| 2006 | Россия                                   | Финляндия                                | Швеция                                   | Либерец Линчёпинг                        |
| 2005 | Швеция                                   | Россия                                   | Чехия                                    | Либерец Санкт-Петербург                  |
| 2004 | Не проводился из-за Кубка мира по хоккею | Не проводился из-за Кубка мира по хоккею | Не проводился из-за Кубка мира по хоккею | Не проводился из-за Кубка мира по хоккею |
| 2003 | Финляндия                                | Швеция                                   | Россия                                   | Пардубице Хельсинки                      |
| 2002 | Россия                                   | Чехия                                    | Швеция                                   | Злин Карлстад                            |
| 2001 | Финляндия                                | Россия                                   | Швеция                                   | Злин Хельсинки                           |
| 2000 | Финляндия                                | Швеция                                   | Чехия                                    | Злин                                     |
| 1999 | Чехия                                    | Финляндия                                | Швеция                                   | Злин                                     |
| 1998 | Швеция                                   | Финляндия                                | Чехия                                    | Злин                                     |

### Кубок Прагобанка
| Год  | Первое место | Второе место | Третье место | Место проведения |
| ---- | ------------ | ------------ | ------------ | ---------------- |
| 1997 | Чехия        | Финляндия    | Россия       | Злин             |
| 1996 | Финляндия    | Швеция       | Чехия        | Злин Турку       |
| 1995 | Чехия        | Швеция       | Словакия     | Злин             |
| 1994 | Чехия        | Россия       | Швеция       | Злин             |

## Статистика
|   | Команда   | Золото | Серебро | Бронза | Итого |
| - | --------- | ------ | ------- | ------ | ----- |
| 1 | Чехия     | 7      | 4       | 5      | 16    |
| 2 | Финляндия | 6      | 5       | 4      | 15    |
| 3 | Россия    | 4      | 7       | 4      | 15    |
| 4 | Швеция    | 3      | 4       | 6      | 13    |
| 5 | Словакия  | 0      | 0       | 1      | 1     |

### Турниры в качестве этапа Еврохоккейтура (с 1997)
|   | Команда   | Золото | Серебро | Бронза | Итого |
| - | --------- | ------ | ------- | ------ | ----- |
| 1 | Финляндия | 5      | 5       | 4      | 14    |
| 2 | Чехия     | 5      | 4       | 4      | 13    |
| 3 | Россия    | 4      | 6       | 4      | 14    |
| 4 | Швеция    | 3      | 2       | 5      | 10    |